# Eishockey-Bundesliga (Österreich) 1991/92
Die Österreichische Eishockeyliga 1991/92 wurde mit sieben Vereinen ausgetragen. Meister wurde zum zweiten Mal in der Vereinsgeschichte der EC VSV, der sich im Finale gegen den EC Graz durchsetzte.

## Teilnehmer und Modus
Das Teilnehmerfeld blieb im Vergleich zur Vorsaison beinahe unverändert. Mit dem Nationalliga-Meister EK Zell am See kam jedoch ein siebter Verein hinzu. Neu hingegen war die verkürzte Meisterschaft. In der Saison 1991/92 wurde erstmals der länderübergreifende Wettbewerb der Alpenliga ausgespielt, an dem neben den sieben österreichischen Bundesligisten auch Vereine aus Italien und Slowenien teilnahmen. Dieser Bewerb wurde vor den jeweiligen nationalen Meisterschaften ausgespielt, sodass die Österreichische Eishockey-Liga erst im Dezember startete. Nach den Platzierungen in der Alpenliga wurden jedoch Bonuspunkte gegeben: EC VSV, EV Innsbruck, EC KAC und Wiener Eislauf-Verein starteten mit vier, drei, zwei bzw. einem Bonuspunkt in die Meisterschaft. Im Grunddurchgang spielten die Vereine je viermal gegeneinander. Die vier besten Teams waren für die Play-offs qualifiziert, die als Halbfinale und Finale jeweils in einer Best-of-Three-Serie ausgespielt wurden.

## Grunddurchgang
| Platz | Team                  | Sp | S  | U | N  | Tore     | Punkte | Bonus |
| ----- | --------------------- | -- | -- | - | -- | -------- | ------ | ----- |
| 1     | EC VSV                | 24 | 18 | 3 | 3  | 133: 75  | 43     | 4     |
| 2     | EC Graz               | 24 | 11 | 8 | 5  | 118: 86  | 30     | 0     |
| 3     | EV Innsbruck          | 24 | 9  | 6 | 9  | 100: 104 | 27     | 3     |
| 4     | EC KAC                | 24 | 9  | 6 | 9  | 101: 96  | 26     | 2     |
| 5     | VEU Feldkirch         | 24 | 11 | 4 | 9  | 84: 81   | 22     | 0     |
| 6     | Wiener Eislauf-Verein | 24 | 5  | 4 | 15 | 83: 126  | 15     | 1     |
| 7     | EK Zell am See        | 24 | 4  | 3 | 17 | 81: 132  | 11     | 0     |

## Play-offs

### Halbfinale
| Serie                       | Endstand | Spiel 1 | Spiel 2 | Spiel 3 |
| --------------------------- | -------- | ------- | ------- | ------- |
| EC VSV (1) – EC KAC (4)     | 2:0      | 3:2     | 7:5     |         |
| EC Graz (2) – Innsbruck (3) | 2:0      | 10:3    | 9:3     |         |

### Finale
| Serie                    | Endstand | Spiel 1 | Spiel 2 | Spiel 3 |
| ------------------------ | -------- | ------- | ------- | ------- |
| EC VSV (1) – EC Graz (2) | 2:0      | 11:5    | 3:2     |         |

Mit dem 2:0 in der Finalserie gewann der EC VSV zum zweiten Mal in der Vereinsgeschichte den Titel des österreichischen Meisters.

## Meisterschaftsendstand
| Platz | Team                  |
| ----- | --------------------- |
| 1.    | EC VSV                |
| 2.    | EC Graz               |
| 3.    | EV Innsbruck          |
| 4.    | EC KAC                |
| 5.    | VEU Feldkirch         |
| 6.    | Wiener Eislauf-Verein |
| 7.    | EK Zell am See        |

## Kader des österreichischen Meisters
| Österreichischer Meister EC VSV | Torhüter: Gus Morschauser, Gerhard Thomasser Verteidiger: Jeff Geiger, Herbert Hohenberger, Engelbert Linder, Giuseppe Mion, Emanuel Viveiros Angreifer: Christian Dolinar, Peter Floriantschitz, Kim Issel, Wolfgang Kromp, Günther Lanzinger, Edward Lebler, Manfred Mühr, Helmut Petrik, Peter Raffl, Ken Strong, Alfie Turcotte, Robert Wachter Cheftrainer: Bart Crashley |